# Hypolaena pubescens
Hypolaena pubescens är en gräsväxtart som först beskrevs av Robert Brown, och fick sitt nu gällande namn av Christian Gottfried Daniel Nees von Esenbeck. Hypolaena pubescens ingår i släktet Hypolaena och familjen Restionaceae. Inga underarter finns listade i Catalogue of Life.